# Nefrite lúpica
Nefrite lúpica é a glomerulonefrite, uma inflamação do rim causada por lúpus eritematoso sistêmico (LES), uma doença do sistema imune uma doença crónica que afecta múltiplos órgãos e que afecta geralmente mulheres entre os 25 e os 30 anos. Além dos rins, o LES pode causar lesões em pele, articulações, sistema nervoso e virtualmente qualquer órgão ou sistema no corpo. A nefrite lúpica é uma forma da doença que afeta quase 50% dos casos de lúpus, embora seja mais frequente nos jovens, sendo rara nos idosos.  O envolvimento renal em doentes com lúpus é um fator de mau prognóstico para a doença.
Na nefrite lúpica, há depósito de anticorpos do complemento (C1q e C4) (imunoglobulinas), especialmente IgG e IgM. Outros marcadores da doença são os anticorpos antinucleares (ANA) e os anticorpos anti-DNA. Existe uma correlação entre a atividade imunológica e a gravidade das manifestações renais.
Quando o lúpus eritematoso sistémico e a nefropatia por IgA ocorrem ao mesmo tempo, não há consenso sobre se a nefropatia por IgA e o LES ocorrem independentemente um do outro ou não. Os autores afirmam que mais casos e mais biópsias poderão fornecer informações a este respeito no futuro. Concluem também que o lúpus eritematoso sistémico com lesão renal não é necessariamente nefrite lúpica e que o diagnóstico de nefrite lúpica deve ser confirmado por biopsia.

## Sinais e sintomas
Os pacientes com nefrite lúpica podem ou não ter sintomas de doença renal, mas ela pode se manifestar através de ganho de peso, hipertensão, urina escurecida ou edema ao redor dos olhos, pernas, tornozelos ou dedos.
Histologicamente um wire-loop lesion é identificável. A lesão wire loop é um loop capilar glomerular com depósito de imunocomplexo subendotelial que é circunferencial ao redor do loop.
Além disso, os pacientes podem sofrer de outros sintomas de lupus não relacionados com a função renal. Estes sintomas incluem artrite, febre, transtornos gastro-intestinais, dor de cabeça, fadiga e líquido nas articulações.

Diagrama das alterações patológicas na glomerulonefrite lúpica sob o microscópio eletrónico.
Preto: imunocomplexos
Roxo escuro: membrana basal glomerular
Rosa: endotélio
Verde: epitélio visceral
Roxo claro: células mesangiais

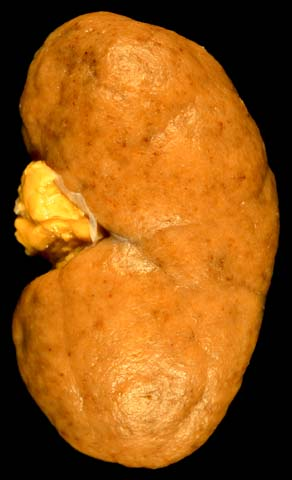
Nefrite lúpica proliferativa difusa

De acordo com a histologia da nefrite lúpica, esta pode ser classificada em seis formas ou tipos. Esta classificação é dinâmica, ou seja, os indivíduos podem mudar de um tipo para outro durante o curso da doença. A ordem de classificação não tem correlação com a gravidade da doença.

## Diagnostico
A Organização Mundial da Saúde e a Sociedade Internacional de Nefrologia/Sociedade de Patologia Renal dividiram a nefrite lúpica em seis classes com base na biópsia. Esta classificação foi definida em 1982 e revisada em 1995.  
A doença de classe IV ( nefrite proliferativa difusa ) é o subtipo mais grave e mais comum. A classe VI (nefrite lúpica esclerosante avançada) é a última classe, incluída pela maioria dos médicos. Acredita-se que seja decorrente da exposição crônica ao interferão . 

## Classificação

### Tipo I ou glomerulonefrite lúpica mínima
É a forma mais ligeira da doença. Constitui 2% dos casos de nefrite lúpica e geralmente não causa qualquer sintoma, excepto hematúria e proteinúria ligeira. Histologicamente, há um ligeiro depósito de imunocomplexos no mesângio. A função renal, no entanto, mantém-se normal.

### Tipo II ou glomerulonedrite mesangial lúpica
Tal como no tipo I, existe depósito de anticorpos e complemento no mesângio, mas em maior quantidade e seguindo um padrão granular. Entre 15 a 25% dos casos de nefrite lúpica manifestam-se desta forma.
Os sintomas são semelhantes aos da GN mínima, com proteinúria e hematúria ligeiras. A síndrome nefrótica é rara, embora até 5% dos casos evoluam para insuficiência renal crónica terminal. O prognóstico é geralmente bom, embora seja possível a evolução para os tipos III e IV, que são mais graves.

### Tipo III ou glomerulonefrite proliferativa focal lúpica
Constituem entre 15 a 20% dos casos de nefrite lúpica. As manifestações clínicas deste tipo de nefropatia lúpica seguem um padrão de envolvimento renal semelhante à glomerulonefrite segmentar e focal, sendo que a proliferação de células endoteliais e mesangiais afeta menos de 80% dos glomérulos renais (focais) e apenas um segmento do glomérulo (segmentar).
Caracteriza-se também por hematúria e proteinúria, embora neste caso a gravidade seja ligeiramente superior, podendo ocorrer síndrome nefrótico em até 30% dos casos. A insuficiência renal continua a ser rara, com uma frequência inferior a 20%. Esta GN pode evoluir para o tipo IV. O prognóstico é geralmente bom.

### Tipo IV ou GN proliferativa difusa lúpica
Esta forma da doença é a mais grave das seis, ocorrendo insuficiência renal em 3 em cada 4 doentes. É também a mais frequente, estando presente entre 15 a 60% dos casos.
Histologicamente, ocorre proliferação endotelial e mesangial difusa. Na biópsia podem ser observados necrose fibrinoide, crescentes epiteliais e corpos de hematoxilina.
Os sintomas são muito variados na forma e gravidade. A síndrome nefrótica está presente em 90% dos doentes, embora também possa ocorrer com síndrome nefrítico. Os principais sintomas são a hipertensão arterial, a proteinúria e a diminuição da filtração glomerular e, por conseguinte, também da função renal.
Pode evoluir para os tipos V e III. O prognóstico é desfavorável e, apesar do tratamento, muitos doentes evoluem para insuficiência renal terminal.

### GN tipo V ou lúpus membranoso
Constitui cerca de 10 a 20% dos casos de nefrite lúpica. Histologicamente, há proliferação mesangial e presença de depósitos subepiteliais. Os principais sintomas são a proteinúria e a hematúria, para além da síndrome nefrótica. Em 25% dos casos, pode ocorrer insuficiência renal.

### GN tipo VI ou lúpus esclerosante
Caracteriza-se pela esclerose do glomérulo, que acaba por perder a sua funcionalidade. Além do envolvimento do glomérulo, pode haver envolvimento do túbulo e até do interstício. É a fase final da doença, que necessita de transplante renal.